# 邕宁五圣宫
邕宁五圣宫，位于中国广西壮族自治区南宁市邕宁区蒲庙镇团结街，为一个省级文物保护单位，类型为古建筑，为第六批广西壮族自治区文物保护单位，公布时间为2009年5月4日。
邕宁五圣宫的历史年代为清。